# 金守世士夫
金守 世士夫（かなもり よしお、1922年（大正11年）1月24日 - 2016年（平成28年）12月9日）は日本の版画家。版画芸術院代表、国画会会員審査員。

## 経歴
富山県高岡市に生まれる。帝国美術学校（現・武蔵野美術大学）卒業。戦後、疎開中の棟方志功に師事し、木版画を制作する。1947年国画会に初出品。1952年同会賞を受賞。1958年、ニューヨーク・セントジェムス現代版画展で受賞。1970年刊の「湖山」など数多くの木版画集を手がける。1980年、富山市文化功労賞。1992年、勲五等瑞宝章受章。2016年、死去。藤子 不二雄Ⓐは富山新聞社勤務時代の部下でまんが道には金守をモデルとする変木が登場する。

## 作品
- 「湖山」シリーズ[4] [5]

- 「陽炎・幻魚」